# 宋景公
宋景公（？—前469年），子姓，宋元公之子。其名《左传·昭公二十五年》作栾，而《史记·宋世家》作头曼，《汉书·古今人表》作兜栾。青铜器宋公栾簠，《殷周金文集成》对此器的编号为4589。其铭文有：“有殷天乙唐孙宋公栾作其妹勾吴夫人季子媵簠。”可见宋景公自称其名为栾。
宋景公二十七年（前487年），曹伯陽背晉，干預宋政，宋景公伐之，執曹伯陽及公孫彊以歸而殺之。宋景公三十五年（前480年），熒惑守心，景公憂心大禍，問於太史兼司星官子韋，子韋說：可移於宰相或蒼生。景公念及天下蒼生，皆不同意，此時熒惑退避三舍。宋景公無子，取公孫周之子得為太子，在位48年而卒。
| 前任： 父宋元公 | 宋国君主 前516年—前469年 | 繼任： 侄孙宋公启 |